# 油

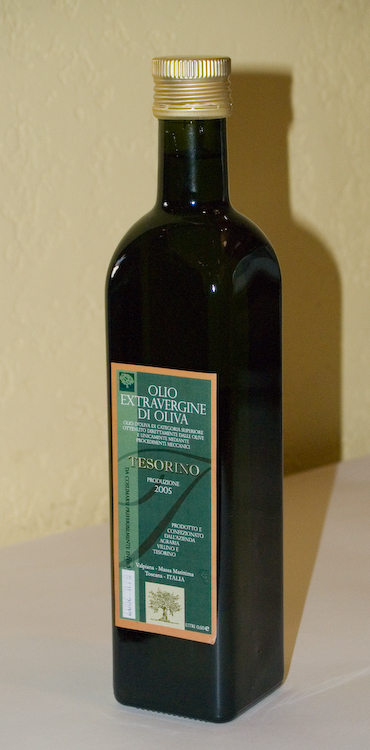
天然オリーブオイル

油（あぶら、ゆ、oil）とは、動物や植物、鉱物などから採れる水と相分離する疎水性の化学物質で、通常は多数の化合物からなる混合物である。生体内では主に細胞膜の主要構成物質（脂質）として存在している。一般に可燃性であり、比重が小さく水に浮く。狭義には油脂を指すが、広義では炭化水素を主成分とする石油や、テルペノイドなどを主成分とする精油など油脂以外のものも油と呼ばれる。油脂については、常温で液体のものを油（または脂肪油）、固体のものを脂（または脂肪）と区別する。高級一価アルコールと高級脂肪酸とのエステルは蝋と呼ばれる。
用途は食用、燃料用、産業用などに多岐にわたる。

## 構造と性質
常温で液体である植物油や魚油などには不飽和脂肪酸が多く含まれ、常温で固体である肉の脂などには飽和脂肪酸が多く含まれている。両者をまとめて油脂と呼ぶ。普通の油脂は脂肪酸とグリセリンの化合物であり、一般にトリグリセリド(トリ-O-アシルグリセリン)の形態を取る(例外: エコナ等)。
不飽和脂肪酸とは脂肪酸を構成する炭素鎖に二重結合もしくは三重結合を持つもののことで、α-リノレン酸、ドコサヘキサエン酸 (DHA)、エイコサペンタエン酸 (EPA) に代表されるオメガ3（n-3系）、リノール酸、γ-リノレン酸、アラキドン酸に代表されるオメガ6（n-6系）、オレイン酸に代表されるオメガ9（n-9系）がある。飽和脂肪酸とは炭素鎖に二重結合もしくは三重結合を持たないもののことで、パルミチン酸、ステアリン酸等がある。普通、二重結合が多いほど融点は低いが、酸化によって固まりやすく、そのようなものを乾性油とよぶ。この性質は油絵具・塗料などに利用される。
多くの油は引火点と発火点を持ち、消防法における危険物第四類に分類される。また、発火点が沸点より低いので酸化雰囲気では沸騰しない。

## 用途

### 食用
- 料理用
  - 一般的に、炒め物、天ぷらのような揚げ物などの用途に利用される。サラダ油、てんぷら油など。
- 調味料
  - ラー油や、乳化させたマヨネーズやマーガリン、ドレッシングのような形で調味料として利用される。
- 保存
  - 空気と遮断し水分活性を下げ保存出来る事から、オイル漬けの缶詰やペミカンなどの保存用途にも利用される。

### 化粧
- 揮発し特有の香りのする油は、精油として抽出され香水などの形で利用される
- 髪型を整えたり、艶を出したりなどの目的で整髪料として使われるものは髪油と呼ばれる。 ポマードや椿油などが代表的である。
- 基礎化粧品のコールドクリームに使われる。
- 石鹸の原料にされる。

### 燃料
熱した際に可燃性ガスを発生させるため燃料として利用される。蝋燭のように、燃やす以外に明かりとして利用もされる。

### 工業
- 潤滑剤として、潤滑油やグリース、冷凍機油が利用される。
- 鉄などと空気中などの水分との接触を減らすことから、腐食防止（防錆）などに利用される。
- 切削油
- 有用資源を溶かしたり、汚れを溶かす溶媒
- 基本的に高分子は絶縁性を持つことから電気機器の絶縁油
- 塗装や印刷の油性塗料や油性インク
- 蝋を用いたロストワックス鋳造
- ブレーキやハイドロフォームなどの圧力伝達
- プラスチックの原料として

### 波対策
鎮波用として海に撒き波を鎮めるのに使用された。波飛沫を抑え、表面張力と粘性で波の勢力を打ち消す効果がある。そのため粘性に富む動物油、特に魚油・海獣油などが効果が高く、石油は効果がほとんどない。アリストテレス時代には既に知られていた。昭和七年においては、海が荒れた時に船側から麻袋に油を入れたものを海中に沈め、徐々に浸出させることが行われた。また海中作業者が口に油を含み、浮上時に海面の波を鎮めるために吐き出す技もある。

## 代表的な油

### 植物性のもの
- ごま油（セサミオイル）
- 菜種油（キャノーラ油）
- 精油（エッセンシャル・オイル）

### 動物性のもの
- ラード
- ヘット（牛脂）
- バター
- 肝油
- 蜜蝋

### 鉱物性のもの
- 石油（ナフサ、ガソリン、軽油、灯油、重油）
- 鉱物油（ミネラルオイル）
- パラフィン
- シリコンオイル
- シェールオイル（頁岩油）